# ألكسندر نيكولايفيتش بالاندين
ألكسندر نيكولايفيتش بالاندين (بالإنجليزية: Aleksandr Nikolayevich Balandin)‏ (و. 1953 – م) هو مهندس، ورائد فضاء من الاتحاد السوفيتي . ولد في فريازينو .

## ريادة الفضاء
شارك في المهمات الفضائية:
- Soyuz TM-9.

## التعليم
تعلم في جامعة موسكو التكنولوجية

## جوائز
حصل على جوائز منها:
- وسام لينين
- Pilot-Cosmonaut of the USSR
- بطل الاتحاد السوفيتي
- Medal "For Merit in Space Exploration".